# Nerf cutané perforant de la cuisse
Le nerf cutané perforant de la cuisse est un nerf sensitif du membre inférieur.

## Origine
Le nerf cutané perforant de la cuisse est une branche collatérale de la partie postérieure du plexus sacral qui nait des branches antérieures des deuxième et troisième nerfs sacrés.

## Trajet
Le nerf cutané perforant de la cuisse perce la partie inférieure du ligament sacro-tubéral et s'enroule autour du bord inférieur du muscle grand glutéal.

## Zone d'innervation
Le nerf cutané perforant de la cuisse innerve la peau du muscle grand glutéal.

## Variation
Le nerf cutané perforant de la cuisse peut être absent ou provenir du nerf pudendal.
Il peut être remplacé par une branche du nerf cutané postérieur de la cuisse. Il peut également être remplacé par une branche des troisième et quatrième nerfs sacrés ou des quatrième et cinquième nerfs sacrés.
Le nerf perforant cutané de la cuisse peut passer autour du ligament sacro-tubéral plutôt que de le percer.

## Remarque
Il ne doit pas être confondu avec le nerf perforant cutané qui est une branche terminale du nerf cutané fémoral postérieur.